# Omar Rolf von Ehrenfels
Omar Rolf Baron von Ehrenfels, geboren als Rolf Leopold Werner Bernhard Freiherr von Ehrenfels (* 28. April 1901 in Prag; † 7. Februar 1980 in Neckargemünd) war ein österreichischer Anthropologe und Orientalist.
Rolf von Ehrenfels war der einzige Sohn des Philosophen Christian von Ehrenfels. Seine Schwester, die Schriftstellerin Imma von Bodmershof ehelichte 1925 Wilhelm von Bodmershof. Er selbst heiratete in zweiter Ehe dessen Schwester Elfriede von Bodmershof, die oft im Zusammenhang mit den von Lew Nussimbaum nach 1936 unter dem Pseudonym Kurban Said veröffentlichten Werken genannt wird. Ehrenfels konvertierte 1927 in Berlin zum Islam und nahm den Namen Omar an. Nachdem er 1938 aus Österreich emigrieren musste und Elfriede ihm nicht folgte, wurde die kinderlose Ehe schließlich Ende der 1940er-Jahre geschieden.
Omar Rolf, der schon in seiner Kindheit von den Geschichten fasziniert war, die ihm seine Mutter über Indien erzählte, ging nach Indien, wo er 26 Jahre blieb und das Anthropologische Institut der Universität Madras aufbaute. Er wurde Professor der Anthropologie in Madras und Autor wissenschaftlicher und islamischer Publikationen. Seine Arbeiten beschäftigten sich mit der Ethnologie Indiens und der Stellung der Frau in der Gesellschaft.
In Anerkennung wissenschaftlicher Leistungen und seines Beitrags zur indischen Gesellschaft wurde ihm ehrenhalber die indische Staatsbürgerschaft verliehen. In Indien heiratete er die Französin Mireille Abeille, die 1924 in Marseille geboren wurde. Sie ist die Mutter von Leela Ehrenfels und wohnt derzeit im Schloss Lichtenau im Waldviertel, das im Eigentum der Familie Ehrenfels ist.

## Schriften (Auswahl)
- Vorderindien. In: Gustav Keckeis (Hrsg.): Lexikon der Frau. Encyclios, Zürich 1954, Band 2, Sp. 1588 f.
- Im lichten Kontinent. Erfahrungen eines Ethnologen in Ostafrika. Progress, Darmstadt 1962.
- Innere Entwicklungshilfe. Eine ethnologische Studie in Südindien. Harrassowitz, Wiesbaden 1969.